# Lago Enriquillo
O Lago Enriquillo é um lago salgado localizado em uma depressão estando sua superfície 44 metros abaixo do nível do mar. É o maior da República Dominicana e das Antilhas com 375 km², embora sua superfície não seja constante. Suas águas são compartilhadas pelas províncias de Independencia e Bahoruco. Faz parte do Parque Nacional Lago Enriquillo e Isla Cabritos e da Reserva da Biosfera de Jaragua-Bahoruco-Enriquillo.

## Referéncias
1. 1 2  «UE otorga 200.000 euros a afectados por la crecida Lago Enriquillo» [EU gives € 200,000 to people affected by the flooding of Lake Enriquillo]. Listín Diario (em espanhol). 20 de outubro de 2011. Consultado em 19 de julho de 2012. Arquivado do original em 7 de abril de 2014. (...) según el Instituto Nacional de Recursos Hidráulicos (INDHRI), su superficie ha alcanzado 37.500 hectáreas.